# Perenniporia decurrata
Perenniporia decurrata är en svampart som beskrevs av Corner 1989. Perenniporia decurrata ingår i släktet Perenniporia och familjen Polyporaceae.   Inga underarter finns listade i Catalogue of Life.